# Линейно упорядоченное множество
Лине́йно упоря́доченное мно́жество (ранее использовался термин цепь, сокр. ЛУМ) ― частично упорядоченное множество, в котором любая пара элементов сравнима, то есть для любых двух элементов {\displaystyle a} и {\displaystyle b} имеет место {\displaystyle a\leqslant b} или {\displaystyle b\leqslant a}.
Одно из центральных понятий в теории порядков; играет важную роль в общей алгебре, в частности, особо изучаются упорядоченные группы, упорядоченные кольца, упорядоченные поля. Важнейший частный случай линейно упорядоченных множеств ― вполне упорядоченные множества.

## Связанные определения
Сечением линейно упорядоченного множества {\displaystyle P} называется разбиение его на два подмножества {\displaystyle A} и {\displaystyle B} так, что {\displaystyle A\cup B=P}, {\displaystyle A\cap B=\varnothing }
и для любых {\displaystyle a\in A} и {\displaystyle b\in B}: {\displaystyle a\leqslant b}.
Классы {\displaystyle A} и {\displaystyle B} называются соответственно нижним и верхним классами сечения.
Различаются следующие типы сечений:
- скачок ― в нижнем классе имеется наибольший элемент, а в верхнем ― наименьший;
- дедекиндово сечение ― в верхнем классе нет наименьшего элемента или в нижнем классе нет наибольшего, но не одновременно;
- щель ― в нижнем классе нет наибольшего элемента, а в верхнем ― наименьшего.

Линейно упорядоченное множество называется непрерывным, если все его сечения дедекиндовы.
Подмножество {\displaystyle D} линейно упорядоченного множества {\displaystyle P} называется плотным, если каждый неодноэлементный интервал множества {\displaystyle P} содержит элементы, принадлежащие {\displaystyle D}.

## Свойства
Подмножество линейно упорядоченного множества само является линейно упорядоченным.
Всякий максимальный (минимальный) элемент линейно упорядоченного множества оказывается наибольшим (наименьшим).
Линейно упорядоченное множество вещественных чисел может быть охарактеризовано как непрерывное линейно упорядоченное множество, в котором нет ни наибольшего, ни наименьшего элементов, но содержится счётное плотное подмножество.
Всякое счётное линейно упорядоченное множество изоморфно некоторому подмножеству отрезка {\displaystyle [0,1]} с порядком, унаследованным от {\displaystyle \mathbb {R} }.
Решётка {\displaystyle L} изоморфна подмножеству линейно упорядоченного множества целых чисел тогда и только тогда, когда каждая её подрешетка является ретрактом.